# Begum Samru
La Bégum Samru (ou Sumru, Samrû, Sumroo, Sombre, Somer), née Farzana Khanqui vers 1750 à Kotana, Uttar Pradesh (Inde) et décédée le 27 janvier 1836 à Sardhana, fut une courtisane qui devint la compagne de Walter Reinhardt Sombre et après lui, souveraine de la principauté de Sardhana. Femme de grande compétence diplomatique et militaire, elle parvint à maintenir l’indépendance de sa principauté de Sardhana jusqu’à sa mort (1836).

## Biographie

### Jeunesse
À la mort survenue en 1760 de son père, un noble d’origine arabe, Asad Khan, installé à Kotana, Farzana et sa mère émigrent à Delhi où elles sont hébergées dans une maison de Chauri Bazaar. Sa mère y décède lorsqu'elle est encore enfant mais devenue nautch girl (danseuse) à 14 ans, Farzana, intelligente et éduquée, attire l’attention de Walter Reinhardt dit Sombre, alors général au service du Raja de Bharatpur et dont elle est la cadette de plus de trente années. Elle rejoint son harem, qui comptait déjà une épouse musulmane (connue sous le nom de Badi Bibi et dont il avait un enfant). Elle est depuis lors connue comme la Begum Samru (prononciation indienne de Begum Sombre).

### Débuts au pouvoir
Walter Reinhardt Sombre meurt le 4 mai 1778 à Agra. Ses officiers et sa troupe (quelque 4000 soldats) demandent à l'empereur Shah Alam II que la Begum Samru soit installée comme son successeur à la tête de la principauté de Sardhana. Déjà reconnue pour son intelligence et son courage, la Begum Samru prend également la tête de l’armée de son concubin, lorsque Nawab Zafaryab Khan (baptisé Louis Balthazar ou Aloysius), le fils du premier mariage de Reinhardt, se révèle incompétent mais désireux de l'évincer pour prendre sa place. 

La Begum Samru entourée des membres de sa cour: européens et indiens

Le 7 mai 1781, Farzana est baptisée Joanna - peut-être en l'honneur de Jeanne d’Arc dont elle avait entendu parler - en l'église catholique d'Agra en même temps que ce beau-fils qu’elle avait protégé avec sa mère après le décès de Walter Reinhardt Sombre et dont elle adoptera plus tard le petit-fils, David Sombre. La bégum entre en contact avec Benoît de Boigne, aventurier militaire savoyard et se rapproche de l’Irlandais George Thomas (1756-1802), un autre mercenaire, qui, à partir de 1787, se met à son service et commande ses troupes. En 1787 l’intervention militaire de la Bégum contribue à libérer l’empereur Shah Alam II, assiégé à Delhi par un de ses vassaux, Ghulam Qadir. Il lui en restera reconnaissant et lui donnera le titre de Zeb ul-nisa (joyau féminin). À la tête de ses troupes elle intervient une seconde fois en 1788 pour sauver l’empereur. Sa réputation militaire n’est plus à faire et elle devient influente et fort respectée.
En 1790, le capitaine Pierre Antoine Le Vassoult (prononciation indienne Le Vassoo, Le Vaisseau ou Le Vasseur), un autre jeune officier français et brillant artilleur, supplante George Thomas et entre au service de la Bégum Samru pour commander son armée. Entre ce -bientôt- colonel instruit, distingué, raffiné voire altier et Joanna (désormais Joanna Nobilis Somer), une idylle se noue qui aboutit à un mariage secret, béni le 1er mai 1793 par Father Gregorio, le moine carmélite qui l'avait baptisée. Début juin 1795, les troupes de Sardhana finissent par se rebeller contre le décidément trop arrogant Le Vassoult si bien que celui-ci se serait suicidé fin juin 1795 - après un pacte passé avec son épouse - lors de leur évasion nocturne manquée en direction de Chandernagor; ville qu'ils voulaient atteindre - elle sur un palanquin et lui la précédant à cheval - afin d'y embarquer pour la France. Le jaloux Louis Balthazar en profite pour prendre alors le pouvoir à Sardhana mais le colonel George Thomas, resté discret, revenant de Delhi le chasse sur ordre de l'Empereur et libère enfin la Bégum Samru, victime d'atroces tortures.
En 1803 la défaite de Maharajhi Sindhia, chef des Marathes consacre la suprématie des Anglais en Inde. Contrairement à d’autres principautés, la Bégum Samru parvient à garder son trône grâce à l’accord stipulant que celle de Sardhana ne reviendrait à l’empire des Indes qu'après sa mort. 

### Gouvernement
La bégum se consacre alors surtout au bien-être de ses sujets et au développement de son royaume, améliorant notamment les conditions de vie des paysans. Un visiteur, le Major Archer écrit en 1828 : « Her fields look greener and more flourishing and the population of her villages appear happier and more prosperous than those of the East India Company’s provinces. Her care is unremitting and her protection sure ». 

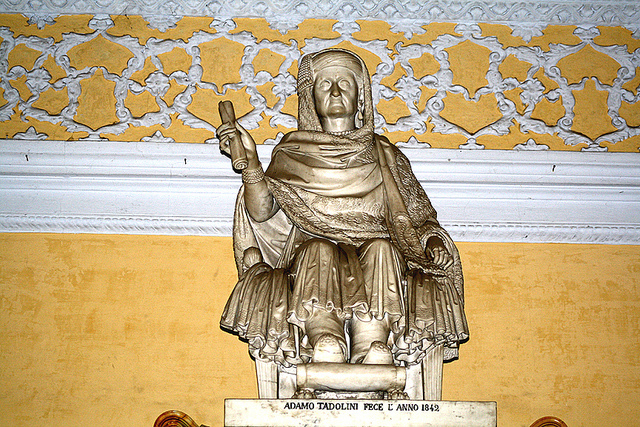
Statue de la Bégum Samru, dans la basilique de Sardhana

Sa générosité est proverbiale. Depuis sa conversion au catholicisme, la Bégum nourrit le projet de construire une église digne du service divin. Le chantier est ouvert en 1809 et l’église dédiée à Notre-Dame consacrée en 1822. Elle écrit au pape Grégoire XVI : « Je suis fière de pouvoir dire que cette église est, sans exception, reconnue comme étant la plus belle de toute l’Inde ». Grâce à un généreux don au Pape, la Bégum obtient également que son aumônier personnel, le père Julius Caesar Scotti, soit consacré évêque et que Sardhana devienne diocèse ! Une autre église et un presbytère sont construits à Meerut (1834) pour les soldats anglais. Un palais est érigé à Meerut et un autre à Delhi (Chandni Chowk).
Décrite comme petite, pleine d'esprit, raffinée et distinguée, la Bégum était à l’aise aussi bien dans un milieu européen qu'indien. Elle avait son groupe de musiciens européens et son coche anglais. Pour les audiences, elle suivait le protocole des princesses indiennes, cachée derrière un purdah, voile qu’elle retirait cependant en présence d’Européens. La Bégum Samru ne quittait guère sa houka, sorte de pipe, ce qui irritait fort les Hindous.
Son long règne arrive à terme lorsqu'après une courte maladie, elle a une attaque le 25 janvier 1836 et meurt dans son palais de Sardhana au matin du 27 janvier. Son aumônier-évêque l’accompagne dans ses derniers moments et une foule immense assiste à ses funérailles. La Bégum Samru est enterrée dans une chapelle latérale de sa cathédrale de Sardhana. En 1870, un monument funéraire, en marbre importé d’Italie, y est érigé afin de recevoir sa dépouille.

## Fiction
- Le célèbre roman de Jules Verne, Les Cinq cents millions de la Bégum prend pour point de départ la longue dispute légale qui fit rage autour de l'héritage de la Bégum Samru. Le procès concernant cet héritage est toujours en cours, cf. les innombrables publications[5].